# Complejo Olímpico Luzhnikí
El Complejo Olímpico Luzhnikí (del ruso: Олимпийский комплекс «Лужники») es un conjunto de instalaciones deportivas situado en Moscú, Rusia. El complejo deportivo sirvió como Villa Olímpica para los Juegos Olímpicos de Moscú 1980.

## Historia
La decisión de construir en el Complejo Olímpico Luzhniki fue del Gobierno de la Unión Soviética, que se pronunció el 23 de diciembre de 1954. En enero de 1955 comenzó el diseño y en abril de 1955 se inició la construcción. En el diseño del complejo participaron los arquitectos A. V. Vlasov, I. E. Rozhina, A. F. Hryakova, N. N. Ullasa, V. Nasonova, NM Reznikov y VP Polikarpov.
La inauguración de este centro deportivo tuvo lugar el 31 de julio de 1956 y fue construido en un tiempo récord: sólo 450 días. Desde entonces las instalaciones han sido continuamente remodeladas, pero la mayor reconstrucción del complejo se efectuó con la preparación de los Juegos Olímpicos de Moscú 1980.
Originalmente llamado Complejo del Estadio Central Lenin, funcionaba como una empresa estatal. En primavera de 1992 el nombre oficial pasó a ser Complejo Olímpico «Luzhniki» Sociedad Anónima Abierta como resultado de la privatización de la empresa.

## Instalaciones deportivas
- Gran Estadio de Deportes (Estadio Luzhnikí)
- Palacio de los Deportes Luzhnikí
- Luzhnikí Arena
- Piscina Olímpica
- Pabellón Deportivo Multipropósito Druzhba

|  |  |  |